# Геотектура
Геотекту́ра (англ. geotecture, нім. Geotektur f) — найбільші елементи рельєфу Землі (материки, океанічні западини), утворення яких зумовлене факторами загальнопланетарного масштабу.
Те саме, що й морфотектура.